# Johann Peter Benkert
Johann Peter Benkert (* 11. November 1709 in Neuhaus bei Neustadt an der Saale; † 14. Dezember 1765 oder 1769 in Potsdam) war ein deutscher Bildhauer des Friderizianischen Rokoko.

## Leben
Der in Neuhaus geborene Sohn des Pfannenschmieds Johann Benkert wurde 1709 in der Pfarrkirche von Neustadt getauft. Er erlernte den Bildhauerberuf wohl in Königshofen bei Johann Joseph Keßler. Nach Abschluss seiner Lehrzeit begab er sich auf Wanderschaft und war nachweisbar in Eichstätt und München, möglicherweise kam er auch nach Wien. In Eichstätt war er bei Kaspar Eygen beschäftigt. Mitte der 1730er Jahre war er Geselle von Franz Anton Schlott in Bamberg. Nach dessen Tod ehelichte er 1739 die Witwe, Tochter des Hofstuckateurs Johann Jakob Vogel. Weitere Orte seines Wirkens waren Ebrach, Kloster Langheim, Lichtenfels, Forchheim und Gößweinstein.
Seit 1744 im Dienst von König Friedrich II. in Preußen, entwickelte er sich zu einem vielbeschäftigten Bildhauer bei der Verschönerung von dessen Lieblingsresidenz Potsdam. Benkert stattete das Potsdamer Stadtschloss und den Park Sanssouci mit aus; unter anderem schuf er im Park in den Jahren 1751–1757 die Dekorationen der von 2014 bis 2018 restaurierten Neptungrotte sowie die Gruppe der teetrinkenden Chinesen aus vergoldetem Sandstein am Chinesischen Haus. Auch die Attika-Figuren des Knobelsdorffhauses und des Klingnersches Hauses am Alten Markt aus den 1750er Jahren gehören zu seinen Werken.
Nach dem Tode von Gottfried Emanuel von Einsiedel übernahm er 1745 den von diesem in Potsdam geführten Gasthof und benannte ihn Zum Einsiedler. Das Haus wurde 1945 zerstört, nur das von Benkert geschaffene Schild des Wirtshauses und späteren Hotels blieb im Potsdam Museum erhalten. Er verstarb am 14. Dezember 1765 in Potsdam und wurde auf dem Alten Friedhof bestattet. Sein Grabdenkmal war noch Anfang der 1950er Jahre vorhanden.

## Sonstiges
Die katholische Kirchengemeinde St. Peter und Paul in Potsdam verweist darauf, dass Johann Peter Benkert und Gottlieb Heymüller Gemeindemitglieder waren.
Im Holländischen Viertel ist die Benkertstraße nach ihm benannt.